# Hospital Universitario (Universidad de São Paulo)
El Hospital Universitario (en portugués Hospital Universitário), también conocido por sus siglas (HU) es un hospital escuela de la Universidad de São Paulo, ubicado dentro de la Ciudad Universitaria Armando de Salles Oliveira, en la ciudad de São Paulo, Brasil.
Fue inaugurado en 1981, catorce años después de su planificación. Tiene como objetivo servir de campo de estudio y práctica a los alumnos de las carreras del área de salud de la Universidad de São Paulo; como la Facultad de Medicina, la Escuela de Enfermería, la Facultad de Ciencias Farmacéuticas, la Facultad de Odontología, la Facultad de Salud Pública y el Instituto de Psicología. Actúa en las área de investigación epidemiológica y de enseñanza. Brinda asistencia como hospital comunitario a la comunidad de los distritos de Butantã, Jaguaré, Morumbi, Raposo Tavares, Rio Pequeno y Vila Sônia, además de la comunidad universitaria. 

## Instalaciones
- 258 camas
- Unidad de Cuidados Intensivos de adultos con 21 camas
- Unidad de Cuidados Intensivos pediátrica con 16 camas
- Centro quirúrgico con 7 camas de recuperación y 9 salas
- Centro obstétrico con 4 salas
- Ambulatorio con 57 consultorios
- 17 aulas distribuidas por todo el hospital
- 5 anfiteatros